# Euroscaptor grandis
Euroscaptor grandis es una especie de mamífero eulipotiflano de la familia Talpidae.

## Distribución geográfica
Se encuentra en China y Vietnam.